# Higer Bus
Higer Bus Company Limited (на китайски: 海格客车, чете се Хайгер) е китайски автомобилен производител, днес водещ производител на градски и междуградски автобуси в Китай. Компанията е основана през 1998 г. като една от трите дъщерни компании на King Long. Декларираната основа на производствената философия: „Фокус върху безопасността и качеството на услугата“. Компанията работи в тясно сътрудничество с шведската компания Scania. Производството на автобуси се контролира от служителите на Scania. През 2015 г. HIGER отново постига нов пробив с повече от 11,7 милиарда юана приходи от продажби. Награден с „Най-добрата марка в Китай“, „Продукт без национална инспекция“ и други отличия, HIGER си проправя път до 500-те най-ценни марки в Китай със стойност на марката от 14,492 милиарда юана, превръщайки се в най-бързо развиващата се компания в китайската автобусна индустрия, база за износ на национални готови автомобили и едно от Топ 100 на предприятията за информационни технологии в Китай.
На 8 септември 2016 г. китайското Министерство на финансите посочва пет типични проблемни предприятия в известие относно специалната проверка на субсидиите за насърчаване и прилагане на нови енергийни източници в превозните средства: GMC, Suzhou Kinglong, Wuzhoulong, Chery Wanda и Shaolin Bus. Сред тях Suzhou Kinglong е нарушил разпоредбите, като е продал 1683 превозни средства с нови енергийни източника, но е получил 520 милиона юана субсидии през 2015 г., превръщайки се в „измамника със субсидии“ с най-голям брой незаконни превозни средства и най-голяма сума пари. В известието се посочва, че държавните субсидии от 520 милиона юана ще бъдат оттеглени, а Суджоу Кинглонг ще бъде глобен с 260 милиона юана.

## История
Територията на завода е 40 000 кв. м. Цялата територия е разделена между три производствени обекта. Заводът е проектиран да произвежда 35 000 автобуса годишно. В компанията работят 4500 служители, от които над 500 са технически специалисти. Създадени са над 50 серии и над 300 модела автобуси за пътнически, туристически и градски цели. През 2006 г. HIGER стартира съвместен проект със Scania за производство на туристически автобус от най-висок клас, наречен „Scania-Higer“. Производството на автобуси е сертифицирано по стандарта ISO/TS16949:2002 и задължителния държавен стандарт CCC.

## Представителства
Автобусите HIGER се доставят в повече от 30 страни по света, включително в Европа, Америка, Африка, Югоизточна Азия и Близкия изток. Продажбите през 2006 г. са около 3 милиарда долара. Линия от седем автобуса е представена на руския пазар. Всички те са адаптирани към руските експлоатационни условия и са преминали пълна сертификация. HIGER става първият китайски производител в Русия, който произвежда и сертифицира автобус с двигател Евро 4.

## Интересни факти
Автобус на HIGER участва в снимките на игралния филм „Любов в големия град 2“ на режисьора Мариус Вайсберг. Според сценария автобусът превозва героя на филма Виле Хаапасало от летище Шереметьево до железопътната гара Беларуски в Москва. Епизодите с участието на автобуса HIGER са заснети на Живописния мост над река Москва.